# Magra compagnia
La magra compagnia o La compagnia del capitano Reinier Reael e del tenente Cornelis Michielsz Blaeuw è un olio su tela, che costituisce l'unico ritratto di gruppo di una milizia, o schuttersstuk, dipinto da Frans Hals fuori da Haarlem, ed è oggi nella collezione del Museo di Amsterdam, in prestito al Rijksmuseum, dove è considerato una delle principali attrazioni della Galleria d'onore. Hals non era felice di fare la spola ad Amsterdam per lavorare sul dipinto e, diversamente dai suoi precedenti ritratti di gruppo, non fu in grado di consegnarlo in tempo. I modelli ingaggiarono Pieter Codde per finire l'opera.

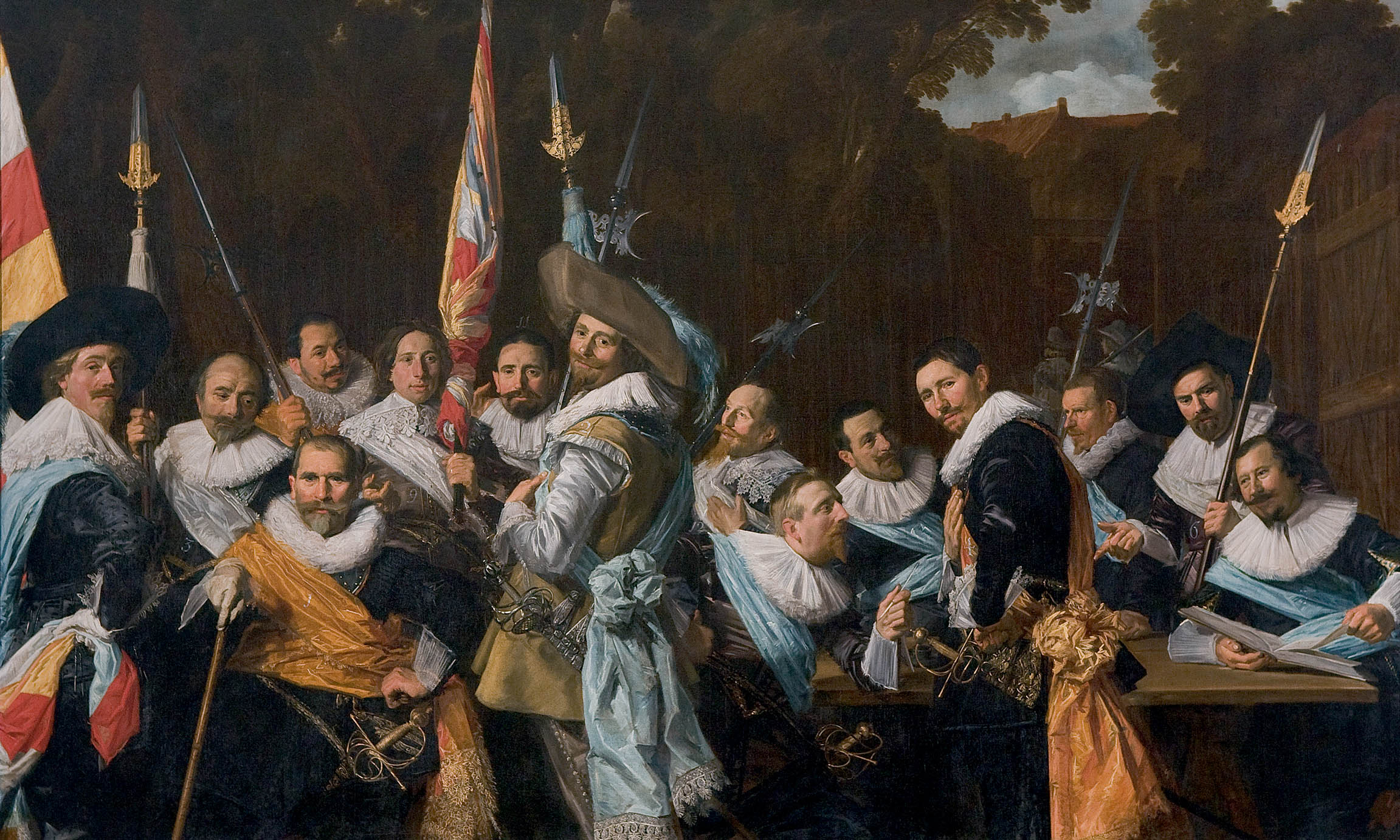
Gli ufficiali della compagnia della milizia di Sant'Adriano nel 1633. I ritratti degli uomini sono tagliati al ginocchio nel tradizionale stile di Haarlem

Hals fu ingaggiato originariamente nel 1633, dopo la favorevole accoglienza del suo precedente ritratto di gruppo di una milizia, Gli ufficiali della compagnia della milizia di Sant'Adriano nel 1633, nel quale tutti gli alfieri stanno portando le bandiere e tutti gli ufficiali stanno portando le loro armi. I sergenti erano mostrati che portavano le alabarde per differenziarli dagli ufficiali con gli spuntoni. Sembra che Hals intendesse inizialmente una versione di Amsterdam dello stesso dipinto, che cominciava sulla sinistra con un portabandiera sorridente che indossava una giacca sgargiante con le maniche tagliate con il pizzo e che portava una bandiera del colore della sua fascia. Benché sia impossibile dire da quale lato della tela Hals abbia cominciato a dipingere, la luce cade sulle figure da sinistra nella tradizione "normale" di Hals e qui è anche dove sono situate le figure più importanti all'interno del dipinto. Poiché ciascun modello pagava per il proprio ritratto, si presume che Hals abbia cominciato con i modelli più importanti al fine di "vendere" lo spazio sulla tela ad altri ufficiali paganti. Sia che Hals abbia o no realmente iniziato a sinistra o disegnato subito uno schizzo dell'intero gruppo, il portabandiera a sinistra in questo quadro è stato dipinto in modo notevolmente sgargiante dalla punta del cappello alla punta degli stivali. Questo probabilmente serviva per provare ai decisori di Amsterdam che Hals era capace di dipingere uno schutterstuk nello "stile di Amsterdam", che includeva la figura intera. Ad Haarlem, le guardie civiche erano ritratte tradizionalmente nello stile kniestuk di essere "tagliate al ginocchio" in ritratti di tre quarti.
Il portabandiera è Nicolaes van Bambeeck. Seduti accanto a lui sono il capitano Reinier Reael, con cappello e bastone del comandante, e il tenente Cornelis Michielsz Blaeuw, che sta perdendo i capelli e porta uno spuntone. Più si va a destra, tuttavia, meno i due ritratti si assomigliano. Nel 1636 Hals fu chiamato ad Amsterdam per finire il dipinto, ma rifiutò, offrendosi di ricevere i modelli nel suo studio di Haarlem con assicurazioni che non avrebbero dovuto posare molto a lungo. 
La sua offerta fu rifiutata e Codde fu assunto per finire l'opera. Poiché gli uomini sono più sottili di quelli ritratti negli schutterstukken di Amsterdam, successivi, appesi vicino a questo dipinto, il quadro fu in seguito soprannominato "magra compagnia". A parte l'alfiere e gli uomini seduti, i nomi degli altri ufficiali sono oggi ignoti.

## Commenti di Van Gogh

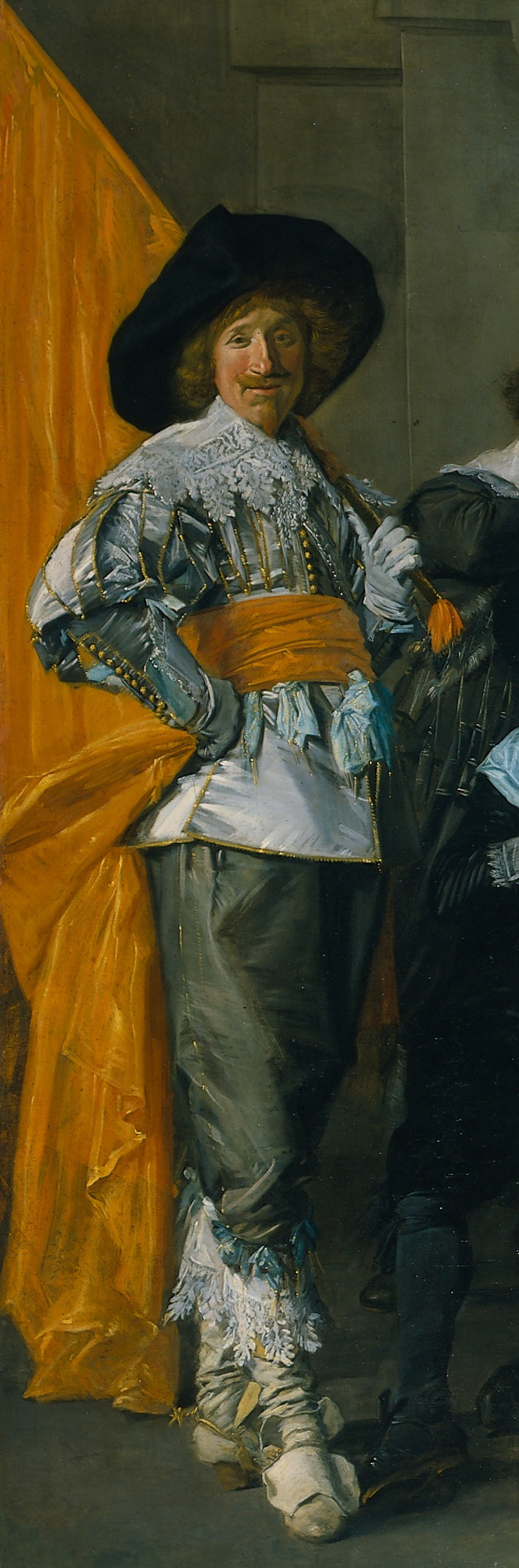
La figura del portabandiera nell'angolo all'estrema sinistra, proprio contro la cornice

Il pittore impressionista Vincent van Gogh fu ispirato dal dipinto, che vide quando fece una visita alla Ronda di notte di Rembrandt, un altro famoso ritratto di gruppo di una milizia, nel Rijksmuseum appena aperto nel 1885. Egli mandò una lettera entusiasta al fratello Theo riguardo al dipinto:

Non so se ti ricordi che a sinistra della Ronda di notte, in altre parole come pendant ai Sindaci, c'è un dipinto — mi era ignoto fino ad ora  — di Frans Hals e P. Codde, 20 ufficiali o giù di lì a figura intera. Lo hai notato??? In sé, il dipinto da solo rende il viaggio ad Amsterdam meritevole di essere fatto, specialmente per un colorista. C'è una figura in esso, la figura del portabandiera nell'angolo all'estrema sinistra, proprio contro la cornice. La figura è in grigio dalla testa ai piedi, chiamiamolo grigio perla, — di un singolare tono neutro — probabilmente ottenuto con arancione e blu mescolati così che si neutralizzino tra loro — variando questo colore in sé basico — facendolo un po' più chiaro qui, un po' più scuro lì, l'intera figura è come se fosse dipinta con lo stesso grigio. Ma le scarpe di cuoio sono un materiale diverso dai gambali, che sono diversi dalle pieghe dei calzoni al ginocchio, che sono diversi dal farsetto — esprimendo materiali diversi, molto diversi per colore fra di loro, eppure tutti un'unica famiglia di grigio — ma aspetta! In quel grigio egli ora introduce il blu e l'arancione — e un po' di bianco. Il farsetto ha nastri di raso un divino blu tenero. Fascia e bandiera arancioni — un colletto bianco.
Arancione, bianco, blu, come erano allora i colori nazionali. Arancione e blu l'uno accanto all'altro, che gloriosissimo spettro — su uno sfondo di grigio giudiziosamente mescolato, precisamente unendo solo quei due, lasciameli chiamare poli di elettricità (in termini di colore, però) così che possano obliterarsi tra loro, un bianco contro quel grigio. Ancora portati a compimento in quel dipinto — altri spettri di arancione contro un diversi blu, ancora i neri più gloriosi contro i bianchi più gloriosi — le teste — circa venti — raggianti di spirito e di vita, e come sono fatti! e che colore! l'aspetto superbo di tutti quei tipi, a figura intera. Ma quel tale arancione, bianco, blu nell'angolo sinistro — — …… Raramente ho visto una figura più divinamente bella — — è qualcosa di meraviglioso.
Delacroix lo avrebbe adorato — semplicemente adorato al massimo.

## Voetboogdoelen
Il dipinto in precedenza era esposto con altri nella vecchia sala riunioni del Sagittario Voetboogdoelen, localizzata sul Singel. Rimase lì finché l'edificio fu smantellato per costruire la biblioteca dell'Università di Amsterdam. I dipinti di gruppo che anteriormente erano esposti in questa sala sono stati da allora trasferiti al Museo di Amsterdam, tranne questo e uno successivo di Bartholomeus van der Helst, che sono in prestito permanente al Rijksmuseum.

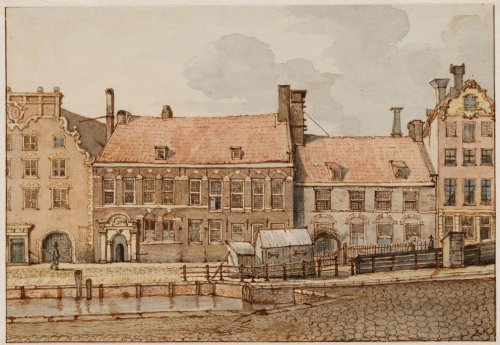
Il Voetboogdoelen disegnato da Gerrit Lamberts intorno al 1820
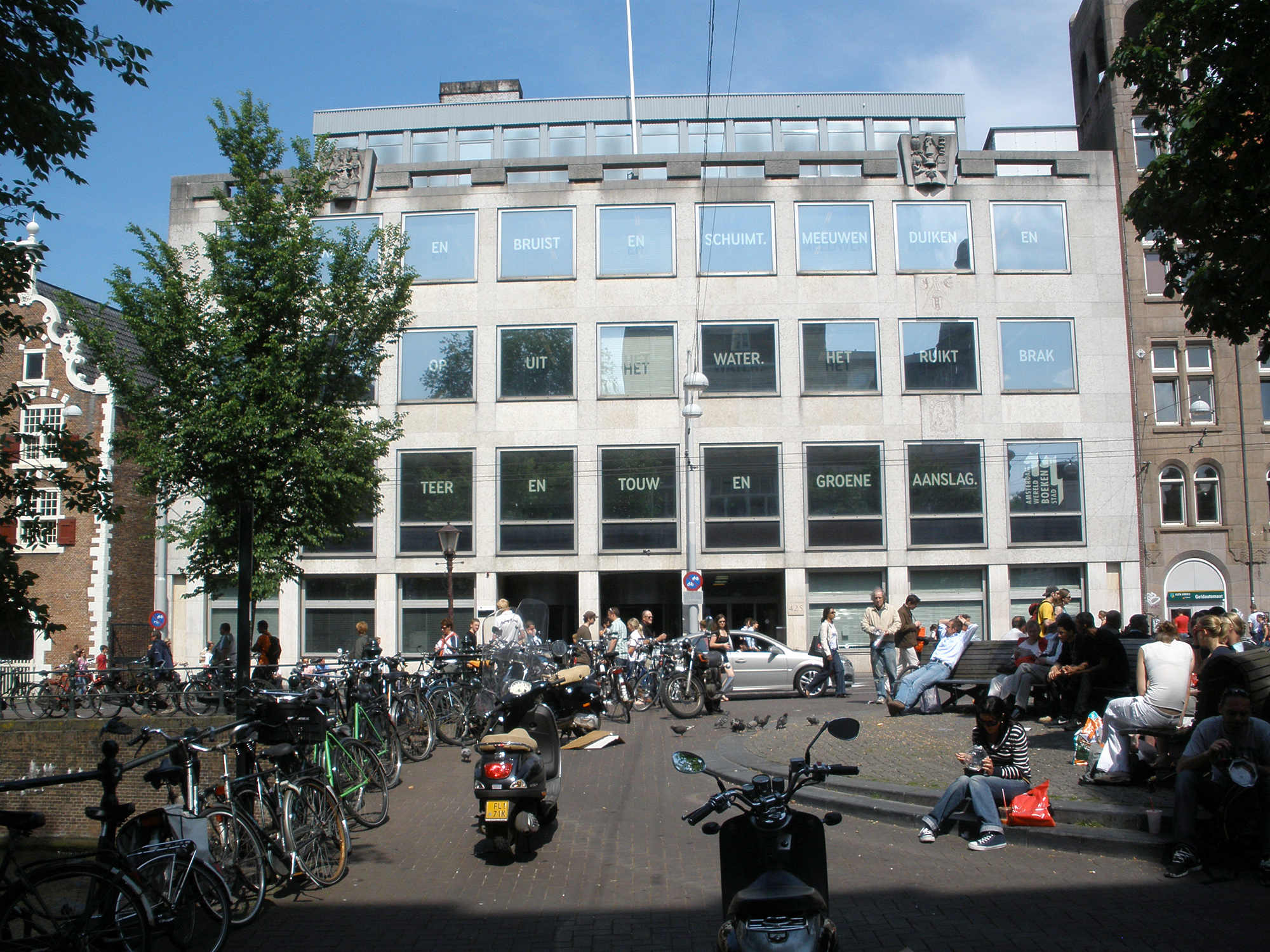
Biblioteca dell'Università sul Koningsplein

## Influenza sui successivi ritratti di gruppo di Amsterdam

La compagnia di Roelof Bicker e del tenente Jan Michielsz Blaeuw nel 1639, di Van der Helst

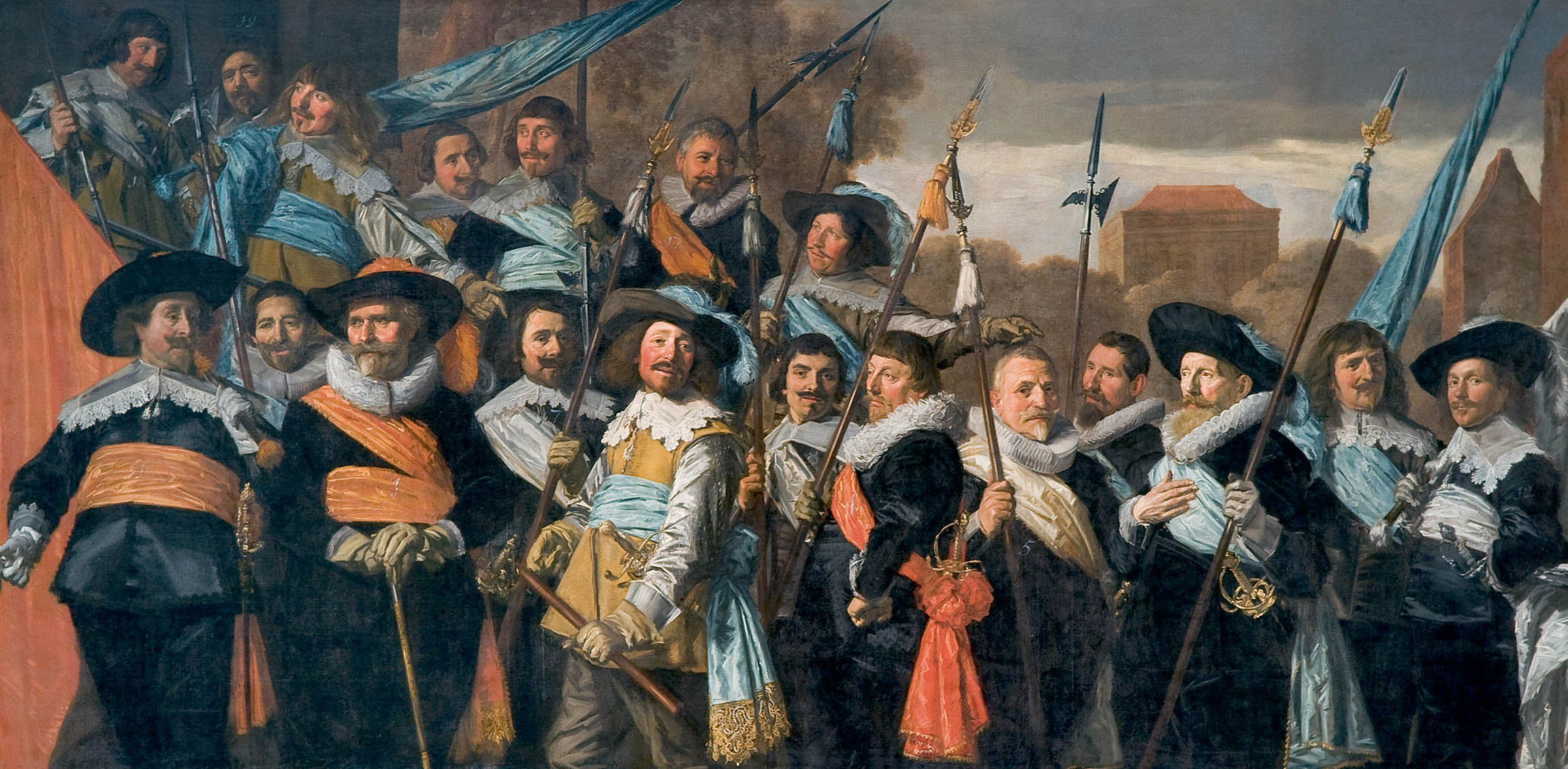
Gli ufficiali della compagnia della milizia di San Giorgio nel 1639, di Hals

La Magra compagnia attualmente è esposto in diagonale con il suo successore, il successivo ritratto di gruppo di una milizia dipinto ad Amsterdam, La compagnia di Roelof Bicker e del tenente Jan Michielsz Blaeuw di Van der Helst, completato nel 1639. Questi dipinti sono entrambi esposti vicino alla Ronda di notte  di Rembrandt, che completata ben oltre un decennio dopo la commissione di Hals, nel 1642. Osservatori casuali nel corso dei secoli hanno quanto più grassi observers over the centuries have noticed how much fatter the officers siano diventati gli ufficiali a quel tempo, che è il modo in cui la Magra compagnia prese il suo soprannome. Pare che il soprannome "Magra compagnia" sia stato usato per la prima volta dallo storico dell'arte settecentesco Jan van Dijk nel suo Kunst en Historie Kundige beschrijving en opmerkingen over alle de schilderijen op het stadhuis (Descrizione di esperti di arte e storia e commenti su tutti i dipinti del municipio), p. 30, n. 20.
Van der Helst era lui stesso figlio di un locandiere ad Haarlem, e, come Hals, aveva approfittato del nuovo servizio di collegamento mediante la barca tirata da cavalli tra Haarlem e Amsterdam nel 1632 insieme all'Haarlemmertrekvaart. Mentre Hals rinunciò alla sua commissione di Amsterdam per concentrarsi sul suo successivo ritratto di gruppo, Gli ufficiali della compagnia della milizia di San Giorgio nel 1639, Van der Helst sembra aver abbracciato Amsterdam e alla giovane età di 23 anni, addirittura vi si sposò nel 1636, l'anno in cui Hal fu sostituito da Codde. Van der Helst fu probabilmente un allievo o di Codde o di Hals, in quanto pochissimo è documentato sulla sua formazione. Nel suo gruppo del 1639, fu chiaramente influenzato da Hals, poiché aggiunse idee progettuali prese dalla Magra compagnia nonché dal successivo gruppo di Haarlem del 1639 di Hals.
Se c'era una competizione ad Amsterdam per ottenere le commissioni per i ritratti di gruppo delle milizie, allora Van der Helst era chiaramente favorito sopra Codde. Codde non ricevette mai più un'altra commissione per il ritratto di gruppo di una milizia, sebbene egli sia passato a diventare un pittore di successo che poteva permettersi una casa sul Keizersgracht. Van der Helst, d'altro canto, passò a dipingere parecchie commissioni di ritratti di gruppo della milizia nonché ritratti di gruppo per altre organizzazioni municipali di Amsterdam.